# Miguel Albuquerque
Miguel Filipe Machado de Albuquerque (Funchal, 4 de mayo de 1961) es un político, escritor y abogado portugués, presidente del gobierno regional de Madeira desde 2015.
Fue procesado en enero de 2024 por presunta corrupción activa y pasiva, malversación, recibir u ofrecer ventajas indebidas, abuso de poder y tráfico de influencias. El alcalde de Funchal, Pedro Calado, y dos empresarios fueron detenidos en el mismo caso. Sin embargo, se niega a presentar su dimisión como Presidente del gobierno regional.

## Biografía
Abogado de profesión, Miguel Albuquerque fue presidente de la cámara municipal de Funchal y miembro del consejo directivo de la Asociación Nacional de Municipios Portugueses. 
Se presentó como candidato a la presidencia del Partido Social Demócrata de Madeira, pero en las elecciones internas celebradas el 2 de noviembre de 2012 perdió contra Alberto João Jardim. En 2014 concurrió nuevamente a la presidencia del partido, derrotando a Manuel António Correia en las elecciones celebradas el 29 de diciembre con el 64,06 % de los votos (frente al 35,94 % de su rival).
El 29 de marzo de 2015 venció las elecciones legislativas regionales con mayoría absoluta, convirtiéndose en sucesor de Alberto João Jardim como presidente del Gobierno Regional da Madeira.